# 中國—保加利亞關係
中國—保加利亞關係是中华人民共和国和保加利亞歷史上及現代的雙邊關係。中华人民共和国建立后，保加利亚立即于1949年10月4日给予外交承认并與之建交，成为第二个同中华人民共和国建立外交关系的国家，期间两国一度因中苏交恶而疏远，直到1980年代后期才恢复正常外交往来。東歐劇變後，中、保两国继续保持了友好的合作關係，并于2019年建立战略伙伴关系。

## 歷史

圖中綠色代表支持中華人民共和國恢復在聯合國的代表權，包括保加利亞

19世纪的清朝典籍曾经提及保加利亚，在魏源的《海国图志》中，该国被称为“布牙里”。1941年，保加利亞王國追随纳粹德国，承认位于南京的汪精衛政權，并曾派出使节，此举也令保加利亚與中華民國進入敵對狀態，直到前者向盟軍投降。
1949年10月1日，中華人民共和國成立，奉行共产主义的保加利亚人民共和国随即于10月4日与甫成立的中华人民共和国建交，保加利亚也成为继苏联之后，第二个和中华人民共和国建交的国家。建交伊始，两国党政联系密切，双边关系友好发展:70，中华人民共和国国防部部长彭德怀亦于1959年5月出访该国。但进入20世纪60年代，因中蘇關係惡化，作为苏联盟友的保加利亚也疏远了与中国的关系:95。但保加利亞仍然支持恢復中華人民共和國在聯合國的代表權。 
文化大革命结束后，中国共产党致力于改善与东欧各国执政党的关系，1987年，保加利亚共产党总书记、國務委員會主席托多尔·日夫科夫访华后，中保双边关系逐渐回暖:95，中共中央代总书记、国务院总理赵紫阳也于同年回访了保加利亚，保加利亚—中国友好协会也在1989年成立，以促进双边公共外交。東歐劇變后，包括保加利亚在內的多個中東歐國家不再由共产党一党專政；但中、保双边友好关系得到了延续:112。2014年1月，保加利亚总统罗森·普列夫内利耶夫访华，期间，他得到了中共中央总书记、中国国家主席习近平的接见，两国还决定建立“全面友好合作伙伴关系”。2018年7月，第七次中国—中东欧国家领导人会晤在保加利亚首都索菲亚举行，中国国务院总理李克强出席并访问保加利亚。2019年7月，保加利亚总统鲁门·拉德夫访华，期间两国宣布将外交等级升级为“战略伙伴关系”。

## 经贸关系
1952年，中、保两国政府签订了首份双边贸易协定，开始实行政府间记账贸易方式，随后，受惠于交换第三国的产品的经贸活动，双边贸易额增幅较大，并从1952年的182万美元增长至1959年的1789万美元。但进入20世纪60年代，受到中苏交恶的影响，双边贸易额大幅下降，20世纪80年代后，经贸关系回温，1985年，中、保两国成立了政府间经济、贸易及科技合作委员会，两国贸易方式亦于1991年改为现汇贸易，以满足经贸往来的需求:99。2009年以来，双方也签署了数份谅解备忘录，为加强经济合作、中小企业合作提供了法理依据。
据中华人民共和国海关总署统计，2021年，中、保货物进出口贸易总额约41.1亿美元，同比2020年增长了40.8%。其中，中国向保加利亚出口额为23.1亿美元，主要出口电机、电气设备及其零件、锅炉、家具、家居用品、车辆及其零件等。同年，保加利亚向中国出口了18亿美元，保加利亚主要对华出口铜及其制品、矿砂、矿渣及矿灰，电机、各类仪器。中国亦已经成为保加利亚第七大贸易伙伴，仅次于德国、罗马尼亚、土耳其、意大利、希腊和俄罗斯:28-29。在双边贸易联系不断密切的同时，保加利亚盛产的玫瑰制品、酸奶、葡萄酒等也逐渐在中国打开市场、并受到该国消费者的欢迎。
在投资方面，中国视保加利亚为自身产品进入欧盟的门户，受到一带一路政策之实施以及中国—中东欧国家合作机制的影响，中国对保加利亚的投资额也有所增加:114-115。据中华人民共和国商务部统计，2021年，中国对保直接投资流量约为25万美元，存量为1.51亿美元:29-30。中资企业在保加利亚主要投资汽车、可再生能源、电信、农业、金融等产业:114:29-30。

## 人文交流

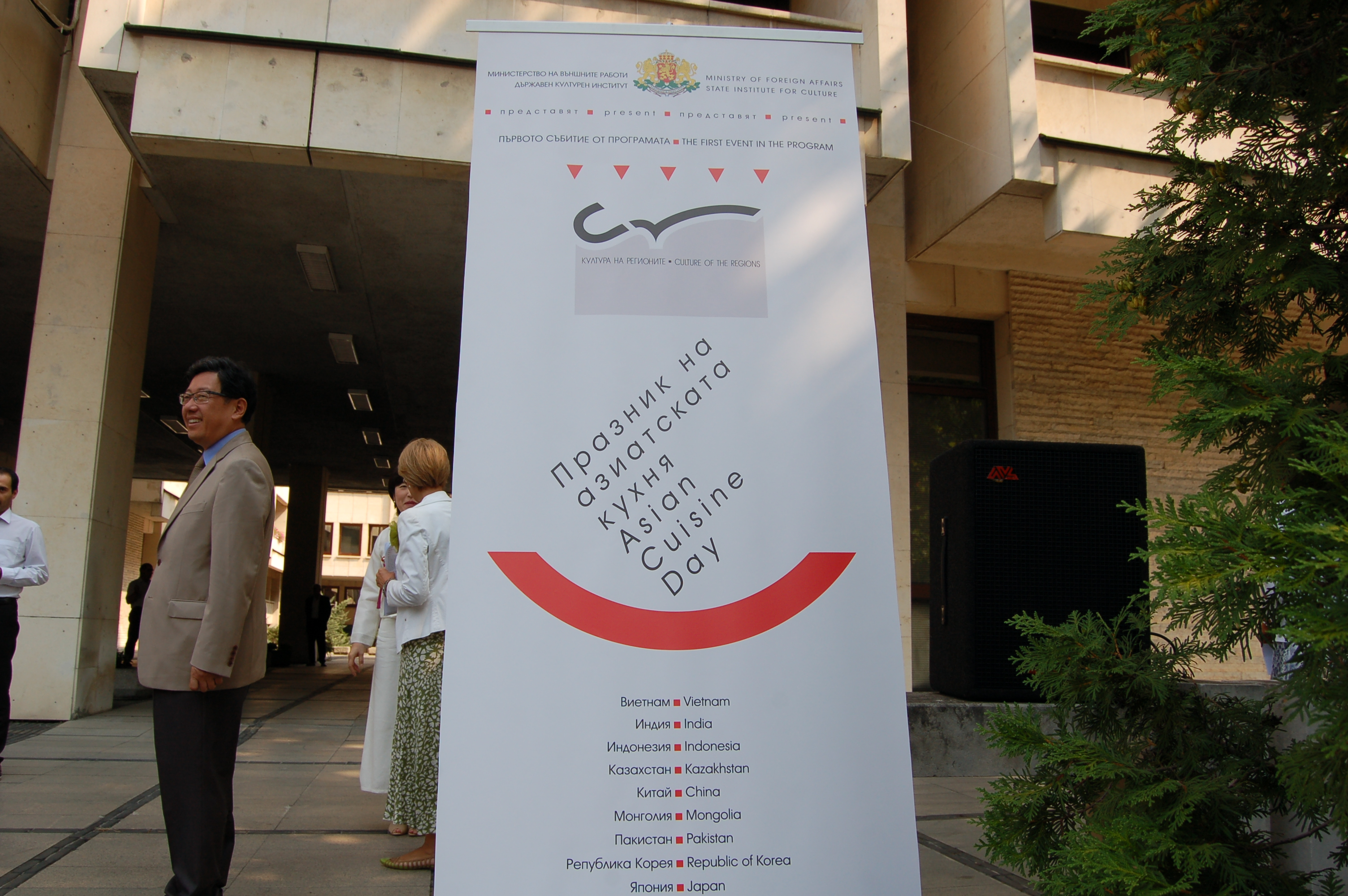
2011年，保加利亚外交部联合一些亚洲国家举办了亚洲饮食节，参加国包括中国

在建国伊始，中华人民共和国便与保加利亚交换了留学生。1952年，中保两国签订首个文化合作协定，翌年，索非亚大学设立中文讲习班，20世纪60年代，因双边关系疏远，文化交流一度减少:78。1987年，两国政府重新签署科学和文化合作协定，并在此基础上定期商签文化合作执行计划。1990年，保加利亚与中国签署相互承认文凭、学位和证书的协议，保加利亚也成为最早与中华人民共和国签署高等学历学位互认协议的国家之一。1991年，索非亚大学开设汉语专业，并于2003年起设立了汉语水平考试考点。另外，大特尔诺沃大学、索非亚市第十八中学等学校也有教师教授汉语:78。索非亚大学、大特尔诺沃大学还设有孔子学院。保加利亚汉学家宝拉·白丽婉诺娃等人还将一些中国文学作品译成了保加利亚语。中国大使馆也时常透过文化節活动等方式，向保加利亚民众宣介中华文化。
另一方面，北京外国语大学、北京第二外国语学院和天津外国语大学等高等院校也开设有保加利亚语本科专业，北京外国语大学等高校还有保加利亚研究中心。

## 外部連結
- 保加利亚共和国驻华大使馆（简体中文）（英文）（保加利亚文）
- 中華人民共和國駐保加利亞共和國大使館官方網站（简体中文）（英文）（保加利亚文）
  - 中華人民共和國駐保加利亞共和國大使館經濟商務處官方網站（简体中文）